# Wadi as-Salka
Wadi as-Salka – miasto w Palestynie, w muhafazie Dajr al-Balah (Strefa Gazy). Według danych Palestyńskiego Centralnego Biura Statystycznego w 2016 roku liczyło 6145 mieszkańców.